# Cruz-Filipe
Ricardo José Minotti da Cruz-Filipe (Lisboa, 16 de Fevereiro de 1934 — ) é um engenheiro e pintor português. 

## Biografia / Obra

Bride of Stillness, 1972, tinta acrílica sobre tela foto-sensibilizada, 109 x 140 cm

Diplomou-se no Instituto Superior Técnico em 1957, onde foi professor assistente (1958-1968).
A sua vida profissional centrou-se no sector da eletricidade. Iniciou a sua atividade artística em 1956 como pintor autodidata e expôs individualmente pela primeira vez em 1957.
Exposições individuais: Galeria Pórtico, Lisboa (1957); Galeria Divulgação, Lisboa (1966, 1968); Galeria da Cooperativa Árvore, Porto (1968); Galeria 111, Lisboa (1970); Galeria Buchholz, Lisboa (1973); Galeria Quadrum, Lisboa (1977, 1981); Centro de Arte Contemporânea, MNSR, Porto (1977); Galerie du Dôme, Paris (1978); Galerie Patrick Cramer, Genève (1981); Galeria JN, Porto (1984); Centro de Arte Moderna, Fundação Calouste Gulbenkian, Lisboa (1986); Centre Culturel Portugais, Paris (1987); Museu Van Reekun, Appeldoorn, Holanda (1987); Casa de Mateus, Vila Real (1988); The Murray and Isabella Rayburn Foundation, Nova Iorque (1990); Galeria Valentim de Carvalho, Lisboa (1992); Quarenta anos de pintura, exposição retrospetiva, Culturgest, Lisboa (1995); Quarenta anos de pintura, exposição retrospetiva, Fundação de Serralves, Porto (1996); Cruz-Filipe, Museu Nacional de Arte Antiga, Lisboa (2001. 
Assumidamente figurativa, a pintura de Cruz Filipe afirma uma espécie de "escrita de imagens. Esta escrita vai tornar-se mais explícita a partir do início dos anos setenta com uma técnica que utiliza telas fotossensíveis. Cruz Filipe faz, em primeiro lugar, pequenas montagens de fotografias e de reproduções. Depois, projeta essas montagens nas telas. Finalmente, trata cromaticamente essa imagem fotograficamente fixada". 